# American Son (film, 2019)
Pour les articles homonymes, voir American Son.
Pour plus de détails, voir Fiche technique et Distribution.
American Son est un film américain réalisé par Kenny Leon (en), sorti en 2019.

## Synopsis
Dans un commissariat de Miami, Kendra et Scott, un couple divorcé se retrouve pour aider la police à la recherche de leur fils adolescent qui a disparu.

## Fiche technique
- Titre : American Son
- Réalisation : Kenny Leon (en)
- Scénario : Christopher Demos-Brown
- Musique : Lisbeth Scott
- Photographie : Kramer Morgenthau
- Montage : Melissa Kent
- Production : Kristin Bernstein, Christopher Demos-Brown et Kenny Leon (en)
- Société de production : Netflix et Simpson Street
- Société de distribution : Netflix (États-Unis)
- Pays :  États-Unis
- Genre : Drame
- Durée : 90 minutes
- Dates de sortie : 
  - Netflix : 1er novembre 2019

## Distribution
- Kerry Washington : Kendra
- Steven Pasquale : Scott Connor
- Jeremy Jordan : Paul Larkin
- Eugene Lee : le lieutenant John Stokes

## Accueil
Le film a reçu un accueil défavorable de la critique. Il obtient un score moyen de 34 % sur Metacritic.